# Boddinstraße (métro de Berlin)
Boddinstraße est une station du métro de Berlin à Berlin-Neukölln. Le nom de la station provient de Hermann Boddin (1844 - 1907) qui était de 1899 à sa mort le bourgmestre de Rixdorf, aujourd'hui division de Berlin-Neukölln.